# Орлов, Даниил Романович
Даниил Романович Орлов (род. 21 декабря 2003, Электросталь) — российский хоккеист, защитник московского «Спартака».

## Биография
Начинал заниматься в Спортивной школе олимпийского резерва «Кристалл» Электросталь. В 12 лет перешел в балашихинский «Олимпиец», где тренировался у Михаила Шикина. В 16 лет смог закрепиться в Молодёжной хоккейной лиге, пройдя отбор в ХК «Сахалинские акулы» из Южно-Сахалинска. Отыграв в этой команде свой первый сезон в профессиональном хоккее, привлек внимание скаутов.
В 4-м раунде драфта НХЛ в 2022 году был выбран клубом «Нью-Джерси Девилз» под общим 110-м номером, но не поехал в Северную Америку. 9 июля 2022 года подписал двусторонний контракт с московским «Спартаком» до 30 апреля 2026 года.
Дебютировал в КХЛ в составе «Спартака» в матче против «Динамо» Минск 13 октября 2022 года. 24 октября Орлов, набравший два очка в трёх матчах, был признан лучшим новичком недели КХЛ. 1 июня 2025 года продлил контракт со «Спартаком» на три года.

## Статистика
| Легенда | Легенда                    | Легенда | Легенда                   | Легенда | Легенда    |
| ------- | -------------------------- | ------- | ------------------------- | ------- | ---------- |
| И       | Количество проведённых игр | Штр     | Штрафное время            | +/−     | Плюс-минус |
| Г       | Голы                       | П       | Голевые передачи          | О       | Очки       |
| -       | Статистика неизвестна      | —       | Статистика не учитывалась |         |            |